# Dolní Lhota u Luhačovic
Dolní Lhota ist eine Gemeinde in Tschechien. Sie befindet sich zehn Kilometer südwestlich von Vizovice und gehört zum Okres Zlín.

## Geographie
Dolní Lhota befindet sich am Übergang zwischen den Weißen Karpaten und dem Wisowitzer Bergland am Rande des Landschaftsschutzgebietes CHKO Bílé Karpaty. Das Dorf liegt im Süden der Mährischen Walachei im Tal der Šťávnice. Gegen Südwesten befindet sich die Talsperre Luhačovice.

## Geschichte
Für den Ort sind mehrere deutsche Bezeichnungen nachgewiesen: Unter-Lhota (1869, 1888), Unterlhotta (1900, 1910), Unter-Lhotta (1939).  Ab 1964 wurde der Ort mit der Nachbargemeinde Horní Lhota zu Lhota u Luhačovic vereinigt. Bereits Ende des 19. Jahrhunderts waren sämtliche Einwohner mährischen Nationalität.

## Sehenswürdigkeiten
- Bauernhaus mit Mühlengebäude